# La Sal
La Sal és una concentració de població designada pel cens dels Estats Units a l'estat de Utah. Segons el cens del 2000 tenia 339 habitants.

## Demografia
Segons el cens del 2000, La Sal tenia 339 habitants, 96 habitatges, i 72 famílies. La densitat de població era de 2,9 habitants per km².
Dels 96 habitatges en un 35,4% hi vivien nens de menys de 18 anys, en un 61,5% hi vivien parelles casades, en un 10,4% dones solteres, i en un 25% no eren unitats familiars. En el 20,8% dels habitatges hi vivien persones soles el 3,1% de les quals corresponia a persones de 65 anys o més que vivien soles. El nombre mitjà de persones vivint en cada habitatge era de 2,73 i el nombre mitjà de persones que vivien en cada família era de 3,19.
Per edats la població es repartia de la següent manera: un 24,2% tenia menys de 18 anys, un 28,6% entre 18 i 24, un 20,4% entre 25 i 44, un 20,4% de 45 a 60 i un 6,5% 65 anys o més.
L'edat mediana era de 23 anys. Per cada 100 dones de 18 o més anys hi havia 91,8 homes.
La renda mediana per habitatge era de 25.926 $ i la renda mediana per família de 26.071 $. Els homes tenien una renda mediana de 26.295 $ mentre que les dones 25.893 $. La renda per capita de la població era de 7.567 $. Entorn del 16,3% de les famílies i el 22,1% de la població estaven per davall del llindar de pobresa.

## Poblacions més properes
El següent diagrama mostra les poblacions més properes.